# Єлизавета Куманська
Єлизавета Куманська (*до 1239 —бл. 1290) — королева Угорщини, регентка у 1272—1277 роках.

## Біографія
Походила з племені чертан (шортан). Донька половецького хана Сейхана, що правив на Придніпров'ї (сучасна територія України) та був союзником князів Київської Русі та його дружини князівни Мстислави.
Її половецьке ім'я невідоме. У 1247 році вона була хрещена як Єлизавета (угорською Erzsébet, Ержебет). Чеські хроністи, зокрема Бруно Оломоуцський, вважали її поганкою, але її власні документи спростовують ці припущення. На її печатках було написано: «Божої волею королева Угорщини і донька імператора куманів». У 1253 році між Сейханом і угорським королем Белою IV було укладено шлюбний договір, за яким Ержебет вийшла заміж за Стефана, спадкоємця трону.
У 1263 році після коронації чоловіка як молодшого короля при Белі IV Єлизавета також стала королевою. У 1270 році після сходження на трон усієї Угорщини стала кугорською королевою.
У 1272 році Йоахим Гюткелед, бан Славонії, викрав принца Ласло. Стефан V поспішив звільнити сина з замку Капронц, де бан утримував принца. Під час облоги замку король дізнався, що до змови мала відношення Єлизавета. Вона була коханкою Йоахима Гюткеледа і інтригувала проти свого чоловіка. Несподівано король помер.
3 березня 1272 року Єлизавета Куманська та Йоахім Гюткелед оголосили принца Ласло королем Ласло IV. Це викликало обурення частини аристократів. Вони хотіли обрати королем Белу Ростиславича. Його прихильники напали на будинок Єлизавети, але були розсіяні загоном Міклоша Поки. У листопаді 1272 року прихильник Йоахима Гюткеледа Генрик Кесег (Нейметуйварі) вбив Белу Ростиславича. Цей факт обурив всіх свояків Арпадів — чеського короля Пшемисла Оттокара II, галицького князя Лева Даниловича і малопольського князя Болеслава V Сором'язливого.
Барон Йоахим Гюткелед став регентом при малолітньому королі і одружився з дочкою Романа Даниловича і Гертруди Бабенберг. Цей шлюб розірвав його альянс з Єлизаветою, яка вийшла з-під опіки Йоахима Гюткеледа. Останній знову викрав малолітнього короля, але його звільнив Петер Чак, який виступив на боці королеви. Єлизавета Куманська стала регентшею.
Вона захищала церковні володіння від захоплення підданими короля. Єлизавета призначала на церковні посади своїх ставлеників. Єлизавета Куманська володіла територією угорських Банатів на території сучасних північніх Сербії і Боснії. У 1273—1274 роках її захоплювали угорські магнати, але вона щоразу звільнялася та відновлювала свою владу.
Полюбляла перебиратися із замка до замку, цю традицію прищепила сину Ласло IV, який сповідував переважно половецьці звичаї. Водночас оточила себе половецькими військовиками. Проти цього боролися угорські бароки та єпископи. Архієпископ Лодомер особливо ненавидів саме цю половецьку аристократку.
У 1277 році під тиском угорської знаті та католицької церкви відмовилася від регентства. Втім вплив Єлизавети Куманської на угорського короля зберігся. У 1282 році отримала титул принцеси усієї Славонії. Втім наприкінці життя мала погані стосунки з сином та усіма магнатами. Померла до 1290 року, похована разом з чоловіком в домініканському монастирі на острові Маргіт.

## Родина
Чоловік — Стефан V Арпад, король Угорщини
Діти:
- Єлизавета (1255—1323/26) — дружина Завіши Фалькенштайнського
- Катерина (1255/57 — після 1314) — дружина Стефана Драгутина, короля Сербії
- Марія (бл. 1257—1323) — дружина Карла ІІ Анжуйського, короля Неаполя
- Анна (бл. 1260 — бл. 1281) — дружина Андроніка ІІ Палеолога, візантійського імператора
- Ласло IV (Половець) (1262—1278) — король Угорщини у 1272—1290 роках.
- Андраш (1268—1278) — герцог Славонії